# Muž, který stoupl v ceně
Muž, který stoupl v ceně je československý absurdně komediální film z roku 1967. Natočil jej podle vlastního scénáře Jan Moravec spolu se Zdeňkem Podskalským. Hlavní roli ztvárnil Jozef Kroner.

## Děj
Pan Benda, otec dvou dětí, si nechá v opilosti vytetovat na záda obraz, autor-malíř vzápětí zemře a celé jeho dílo připadne galerii, včetně tohoto tetování. Spolu se svou manželkou si nejdříve myslí, že to rodině přinese hodně peněz, ale galerii jde pouze o obraz na jeho zádech, ne o Bendu jako člověka. Neustále ho hlídají dva zaměstnanci galerie a musí také opustit dosavadní zaměstnání v ničírně starých bankovek, protože přes den je vystavován v galerii. Rodině dochází peníze a tak začne krást. Na chvíli je mu to soudně dovoleno, ale přesto stejně skončí ve vězení. Z ní se ho kvůli obrazu snaží dostat jak ředitel galerie, tak obhájce, který ho za účelem získání podpory veřejnosti nutí do hladovky. Zoufalý Benda se neúspěšně pokusí o sebevraždu, poté ho unese zloděj do své sbírky kuriozit a nakonec uteče před civilizací do lesa. Mezitím se jeho ženě narodí další dvojčata, také s obrázky na zádech, o které se ihned začne zajímat ředitel galerie.

## Obsazení
| Jozef Kroner    | pan Benda            |
| Jaroslava Tichá | Bendova manželka     |
| Jan Libíček     | hlídač obrazu        |
| Josef Chvalina  | hlídač obrazu        |
| Ilja Prachař    | ředitel galerie      |
| Josef Langmiler | nový ředitel galerie |
| Zdeněk Řehoř    | obhájce              |
| Jiří Ostermann  | zloděj kuriozit      |
| Josef Kemr      | vrchní účetní        |
| Josef Somr      | vrátný v galerii     |
| Otakar Janda    | malíř                |